# Rupratov bajer (birt)
Rupratov bajer (birt), (nemščina: Penkensee) je majhno jezero v Gurah v t.i. dolini Hodiških jezer (nem. Keutschacher Seental) na avstrijskem Koroškem) v občini Škofiče južno od  Vrbskega jezera. 
Rupratov bajer (birt) leži v plitvi depresiji na severnem delu južnokoroških Gur. Leži na nadmorski višini 620 m. Je ribniku podobno plitvo vodno telo s površino 5,16 hektarjev; le četrtina te površine je odprte vode, večina je porasla s trstičjem in šašjem.
Voda jezera je rjavkasta zaradi huminskih kislin iz okoliških območij mulja z mahom. Ima nizko vsebnost fosforja (10 mg/m³). Zaradi tega ima jezero nizko vsebnost fitoplanktona. 
Rupratov bajer (birt) se napaja iz majhnega travniškega potoka in podtalnice. Iztok poteka skozi manjši potok na severu, ki se izliva v Habnerjevo jezero.
Rupratov bajer (birt) je del 2532 ha velikega pokrajinskega varstvenega območja  »Dolina Hodiških jezer« (nemško Keutschacher-See-Tal)  .
Ime Rupratov bajer (birt) je zapisano v znanstveno spremljeno publikaciji lokalnih slovenskih ledinskih, hišnih in drugih imen, ki jo je izdalo lokalno kulturno društvo Gorjanci v sodelovanju z narodopisnim inštitutom Urban Jarnik v Celovcu.

## Spletne povezave
- Penkensee (Kärntner Institut für Seenforschung)